# Setmana Santa d'Alacant
La Setmana Santa d'Alacant és la celebració de la passió, mort i resurrecció de Jesucrist a través de les processons de les diferents confraries a la cocatedral de Sant Nicolau de Bari de la ciutat de l'Alacantí durant el període entre el Diumenge de Rams i el Diumenge de Resurrecció. Al llarg d'aquests dies es fan 28 processons. Està declarada Festa d'Interès Turístic Nacional del País Valencià des de 2022.

## Diumenge de Rams
Les processons comencen el Diumenge de Rams al matí amb «la burreta» que recorre els carrers del centre de la ciutat. A aquesta processó l'acompanyen milers d'alacantins amb palmes. Aquest mateix dia cinc confraries més fan una estació de penitència:
- Germandat de Jesús Triomfant: fundada el 1942 pel metge Pedro Herrero, té la seu canònica a la Llar Provincial. El seu pas representa l'entrada triomfal de Jesucrist a Jerusalem, és acompanyada pels fidels que porten palmes i és conegut com La Burreta.[5]
- Germandat Sacramental de Jesús en Samaria i Santa Oració a l'Hort: fundada el 1954, la seva seu és l'església de Nostra Senyora de la Misericòrdia. Dins dels seus passos destaca El Misteri de l'Oració a l'Hort, obra de l'escultor sevillà Antonio Castillo Lastrucci del 1955.[6]
- Germandat del Crist de les Penes i la Santa Dona Verònica: fundada el 1947, les seves dues imatges titulars també són obra de Castillo Lastrucci. Hi destaca el mantell de la Verònica, que té brodats els 148 escuts dels municipis de la província alacantina.
- Confraria del Santísimo Crist de la Troballa: fundada el 1992 al barri d'El Palamó, el seu pas representa Crist expirant, una talla del segle xviii, procedent del convent de les Caputxines; a més, processiona el pas de la Verge dels Dolors.
- Germandat de Jesús lligat a la columna: fundada el 1885, té la seu canònica a l'església de Sant Blai, des de la qual realitza una estació de penitència amb els passos de Jesús lligat a la columna, la trobada de María amb el seu fill i la Nostra Senyora de la Corona d'Espines.
- Confraria d'Infants de Sant Pere Apòstol: fundada el 1997, està integrada per nens i joves, sent el seu únic pas la imatge de l'apòstol Sant Pere.

## Dilluns Sant
Després, al Dilluns Sant, quatre confraries fan una estació de penitència. Destaca la sortida del Crist de la Humilitat i Paciència, el descens del Despullat pels carrers de Sant Roc i el Morenet que parteix des del barri mariner del Raval Roig.
- Germandat del Prendiment i Nostra Senyora del Consol: constituïda el 1996, desfila amb els passos del Prendiment, Nostra Senyora del Consol i el Rentador.
- Germandat de Jesús Despullat: fundada el 1998 al col·legi de Sant Agustí, inicia l'estació de penitència des de l'ermita de Sant Roc, amb els passos de Jesús Despullat i la Verge de l'Amor i Bon Consell.
- Germandat del Crist de la Humilitat i Paciència: fundada el 1996, processiona amb els passos del Crist de la Humilitat i Paciència, obra de José Antonio Hernández Navarro, i el Crist de les Set Paraules, obra de Juan García Talens.
- Confraria del Morenet: fundada el 1996, està establerta al barri del Raval Roig, el barri pesquer de la ciutat. El seu únic pas és un Crucifixat de gòtic tardà, que es coneix com El Morenet per la seua pell bruna.

## Dimarts Sant
El Dimarts Sant desfila el Crist del Mar i Nostra Senyora dels Dolors amb Sant Joan del Palmell, el pas de pal·li del qual és el segon més alt de l'Estat espanyol. Hi destaquen els brodats del mantell i del pal·li. També aquest dia destaca la Confraria de l'Ecce Homo i Nostra Senyora de l'Amargor pel seu estil sevillà. El pas de misteri va ser el primer a sortir portat a costal en la ciutat d'Alacant. A més, fan estació de penitència el Dimarts Sant les germandats de Stabat Mater i Nostre Pare Jesús.
- Germandat del Crist del Mar, Nostra Senyora dels Dolors i Sant Joan del Palmell: fundada el 1917, va perdre una Dolorosa, obra de Francisco Salzillo en un incendi. Reorganitzada el 1940, tant el Crist del Mar com Sant Joan del Palmell són obra d'Antonio Castillo Lastrucci, i té capella a l'església de Santa Maria. La Mare de Déu és una imatge napolitana datada entre els segles xvi i xvii, i va ser recuperada per Castillo Lastrucci.
- Confraria del Santíssim Ecce Homo i Nostra Senyora de l'Amargor: fundada en 1946. Totes les seves imatges van ser realitzades entre 1959 i 1960 per l'escultor sevillà Antonio Castillo Lastrucci: l'Ecce Homo, conegut com el Crist de la Canyeta i la casaca que l'acompanya, i la imatge de la Mare de Déu de l'Amargor.
- Germandat del Nostre Pare Jesús: fundada el 1941, la imatge titular és obra de l'escultor valencià José María Ponsoda.
- Germandat Penitencial Stabat Mater: fundada el 1996, processiona un conjunt de cinc imatges realitzades per l'escultor alacantí Remigio Soler.

## Dimecres Sant
El Dimecres Sant destaca la sortida de la Germandat de la Santa Creu, que part del seu recorregut discorre pels carrers del barri antic d'Alacant. També fan estació de penitència dues confraries més, com la del Gran Poder i Nostra Senyora de l'Esperança, d'influència sevillana, i la del Crist del Diví Amor i Verge de la Solitud.
- Germandat de la Santa Creu: constituïda el 1945, fa una estació de penitència amb quatre trons: el Captiu, la Dolorosa i el Descendiment de la Creu, totes obres d'Antonio Castillo Lastrucci, i el Crist de la Fe, conegut com El Gitano, que va ser realitzat per Luis Ortega Bru.[7]
- Confraria del Crist del Diví Amor i Verge de la Solitud: va ser reorganitzada el 1940. Destaca la imatge de la Verge de la Solitud, coneguda com La Marinera, una talla d'autor anònim, considerada la més antiga de la ciutat.
- Germandat del Gran Poder i Nostra Senyora de l'Esperança: reorganitzada el 1942, és de clara influència sevillana. Té com a titulars Jesús del Gran Poder de Sevilla, i Nostra Senyora de l'Esperança, que malgrat no tenir el títol de Macarena, és vestida a imitació de l'Esperança Macarena de Sevilla. Ambdues imatges són obra d'Antonio Castillo Lastrucci.

## Dijous Sant
El Dijous Sant és el dia en el qual desfilen més germandats i confraries: el Sant Sopar portat a coll per més de dos-cents persones, la Redempció, que fou el primer pas d'Alacant portat íntegrament per dones costaleres, la Verge de la Pietat i Caritat, i el Crist de la Pau, que protagonitza al costat de Maria Santíssima del Major Dolor, de la Confraria de la Redempció, una trobada única. El Perdó i el Silenci parteixen de la cocatedral i recórren el nucli antic a les fosques i el Silenci, que porta dos de les millors talles de la ciutat.
- Germandat del Sant Sopar: fundada el 1775, va ser reorganitzada el 1962. Fa l'estació de penitència amb quatre passos: el de l'últim sopar, el del Santíssim Crist de la Caiguda, el del Santíssim Crist Esperança dels Joves i el de Maria Mare de Misericòrdia Auxiliadora del Poble Cristià, sota pal·li. El pas del Sant Sopar amb 208 portants és el més gran de la península.[8]
- Germandat de la Santa Redempció: fundada el 1959 com filial de la Germandat de l'Ecce Homo, es va fer independent d'aquesta el 1979. Processiona els passos de la Santa Creu Redemptora i la Verge del Major Dolor.
- Confraria de la Pietat i Caritat i Crist de la Pau: fundada el 1949, processiona la Mare de Déu de la Pietat i Caritat, obra moderna que substituïx una anterior, i el Crist de la Pau, un crucifixat mort.
- Germandat del Perdó: fundada el 1956, té seu en la cocatedral i és una de les més austeres i recollides de la ciutat. Participa amb els passos del Crist del Perdó i el de María Mitgera de totes les Gràcies.
- Germandat del Santíssim Crist de la Bona Mort: que participa amb els passos del Santíssim Crist de la Bona Mort, obra del segle xvii i origen italià, i Nostra Senyora de les Angoixes, de Francisco Salzillo.

## Divendres Sant
El Divendres Sant té lloc la processó de la Sentència i la del Sant Soterrament, amb els passos de Mater Desolata, Sant Sepulcre i Solitud de Santa Maria.
- Germandat Penitencial Mater Desolata: fundada el 1948 com Germandat del Nostre Pare Jesús de la Sentència, va canviar el seu nom i pas poc després. Es va reorganitzar el 1985, i va canviar la seu a la parròquia de Sant Josep, al barri de Carolines.
- Germandat del Sant Sepulcre: fundada el 1942, la imatge de Crist Jacent és d'autor anònim. L'ajuntament és patró de la imatge, pel que la processó té caràcter oficial.
- Confraria de la Solitud: fundada el 1819 i reorganitzada el 1988.
- Confraria de la Sentència de Jesús: fundada l'any 2002, és la confraria de penitència més moderna de la ciutat. Va ser erigida per a recuperar l'advocació de Jesús de la Sentència. El misteri va ser realitzat per l'escultor murcià Antonio García Mengual, i es compon de Jesús presentat al poble, Ponç Pilat i un centurió romà.

## Diumenge de Resurrecció
El Diumenge de Resurrecció té lloc la trobada entre el Ressuscitat i la Verge de l'Alegria a la plaça de l'Ajuntament.
- Germandat de Nostra Senyora de l'Alegria: fundada el 1996, va recuperar l'antiga tradició de les Alel·luies que es llancen des de les balconades de la plaça. Està vinculada estretament amb les comissions de les Fogueres d'Alacant.[9]
- Germandat de Crist Ressuscitat.